# Llista de topònims de Portvendres
Llista de topònims (noms propis de lloc) de Portvendres (Rosselló).
Informació actualitzada per un bot. Els canvis manuals es perdran quan s'actualitzi!

## cap
| imatge | Nom                     | Ubicat a    | instància de | Detalls | coordenades | Protecció    | Commons (més fotos) | Dades a WD                    |
| ------ | ----------------------- | ----------- | ------------ | ------- | --- | ------------ | ------------------- | ----------------------------- |
|        | Cap Gros                | Portvendres | cap          |         | 42° 31′ 29″ N, 3° 06′ 35″ E / 42.524615°N,3.109652°E 42° 31′ 30″ N, 3° 06′ 34″ E / 42.52506°N,3.10939°E 0 msnm |              |                     | Modifica les dades a Wikidata |
|        | Cap d'Ullastrell        | Portvendres | cap          |         | 42° 29′ 53″ N, 3° 08′ 10″ E / 42.498167°N,3.136194°E 0 msnm                                                    |              |                     | Modifica les dades a Wikidata |
|        | Cap de Biarra           | Portvendres | cap          |         | 42° 30′ 56″ N, 3° 08′ 29″ E / 42.515648°N,3.141339°E 0 msnm                                                    | zona natural |                     | Modifica les dades a Wikidata |
|        | La Gravada              | Portvendres | cap          |         | 42° 30′ 07″ N, 3° 07′ 40″ E / 42.501944444444°N,3.1278611111111°E 0 msnm                                       |              |                     | Modifica les dades a Wikidata |
|        | Punta d'Ullastrell      | Portvendres | cap          |         | 42° 30′ 02″ N, 3° 08′ 09″ E / 42.500611°N,3.135722°E 0 msnm                                                    |              |                     | Modifica les dades a Wikidata |
|        | Punta d'en Botifarra    | Portvendres | cap          |         | 42° 30′ 35″ N, 3° 07′ 54″ E / 42.509722°N,3.131778°E 0 msnm                                                    |              |                     | Modifica les dades a Wikidata |
|        | Punta d'en Raja Magre   | Portvendres | cap          |         | 42° 31′ 29″ N, 3° 06′ 04″ E / 42.524833°N,3.101°E                                                              |              |                     | Modifica les dades a Wikidata |
|        | Punta de l'Orada        | Portvendres | cap          |         | 42° 31′ 31″ N, 3° 06′ 34″ E / 42.525167°N,3.109556°E 0 msnm                                                    |              |                     | Modifica les dades a Wikidata |
|        | Punta de la Mare de Déu | Portvendres | cap          |         | 42° 31′ 15″ N, 3° 07′ 05″ E / 42.520806°N,3.118139°E                                                           |              |                     | Modifica les dades a Wikidata |
|        | Punta de la Moresca     | Portvendres | cap          |         | 42° 31′ 29″ N, 3° 06′ 36″ E / 42.524694°N,3.11°E 0 msnm                                                        |              |                     | Modifica les dades a Wikidata |
|        | Punta del Cementiri     | Portvendres | cap          |         | 42° 31′ 30″ N, 3° 06′ 06″ E / 42.524944°N,3.101778°E                                                           |              |                     | Modifica les dades a Wikidata |
|        | Punta del Genovès       | Portvendres | cap          |         | 42° 31′ 23″ N, 3° 06′ 42″ E / 42.523194°N,3.111694°E 0 msnm                                                    |              |                     | Modifica les dades a Wikidata |
|        | Punta del Mal Cagar     | Portvendres | cap          |         | 42° 29′ 59″ N, 3° 08′ 09″ E / 42.499833°N,3.135861°E 0 msnm                                                    |              |                     | Modifica les dades a Wikidata |
|        | Punta del Sagar         | Portvendres | cap          |         | 42° 31′ 10″ N, 3° 06′ 54″ E / 42.519361°N,3.114972°E 0 msnm                                                    |              |                     | Modifica les dades a Wikidata |
|        | punta del Gravat        | Portvendres | cap          |         | 42° 30′ 23″ N, 3° 07′ 35″ E / 42.506444444444°N,3.1264444444444°E                                              |              |                     | Modifica les dades a Wikidata |

## església
| imatge | Nom                        | Ubicat a    | instància de          | Detalls                                             | coordenades                                                                    | Protecció | Commons (més fotos)                 | Dades a WD                    |
| ------ | -------------------------- | ----------- | --------------------- | --------------------------------------------------- | ------------------------------------------------------------------------------ | --------- | ----------------------------------- | ----------------------------- |
|        | Mare de Déu de la Bonanova | Portvendres | església              |                                                     | 42° 31′ 15″ N, 3° 06′ 29″ E / 42.520833333333°N,3.1080833333333°E 4.6 msnm     |           | Église Notre-Dame de Bonne-Nouvelle | Modifica les dades a Wikidata |
|        | Santa Maria de Cosprons    | Portvendres | església Ús: església | Estil: arquitectura romànica Dedicat a: Verge Maria | 42° 29′ 51″ N, 3° 06′ 23″ E / 42.4975°N,3.10632°E Catalunya del Nord 60.4 msnm |           | Église Sainte-Marie de Cosprons     | Modifica les dades a Wikidata |

## far
| imatge | Nom                                   | Ubicat a    | instància de | Detalls       | coordenades                                                                                 | Protecció                     | Commons (més fotos)    | Dades a WD                    |
| ------ | ------------------------------------- | ----------- | ------------ | ------------- | ------------------------------------------------------------------------------------------- | ----------------------------- | ---------------------- | ----------------------------- |
|        | Far de Biarra                         | Portvendres | far          | 1905 Alt: 27m | 42° 30′ 56″ N, 3° 08′ 12″ E / 42.5156°N,3.13667°E fr:Situé à la pointe du Cap Béar 567 msnm | monument històric catalogat   | Béar Lighthouse        | Modifica les dades a Wikidata |
|        | Far metàl·lic del moll de Portvendres | Portvendres | far          |               | 42° 31′ 22″ N, 3° 07′ 03″ E / 42.522883°N,3.117559°E fr:extrémité du môle du port           | monument històric inventariat | Feu métallique du môle | Modifica les dades a Wikidata |
|        | Fortí del Fanal                       | Portvendres | far          |               | 42° 31′ 17″ N, 3° 06′ 49″ E / 42.521277777778°N,3.1135833333333°E 1.4 msnm                  | monument històric inventariat | Fort del Fanal         | Modifica les dades a Wikidata |

## fort
| imatge | Nom                   | Ubicat a    | instància de | Detalls                                      | coordenades                                                     | Protecció                     | Commons (més fotos) | Dades a WD                    |
| ------ | --------------------- | ----------- | ------------ | -------------------------------------------- | --------------------------------------------------------------- | ----------------------------- | ------------------- | ----------------------------- |
|        | Bateria de la Moresca | Portvendres | fort edifici | Estat: ruïnós                                | 42° 31′ 28″ N, 3° 06′ 34″ E / 42.5244°N,3.1095°E 15 msnm        | monument històric inventariat | Fort de la Moresca  | Modifica les dades a Wikidata |
|        | Fort de Biarra        | Portvendres | fort         | Arquitecte: Raymond Adolphe Séré de Rivières | 42° 30′ 58″ N, 3° 07′ 29″ E / 42.516166°N,3.124634°E 202.6 msnm |                               | Fort Béar           | Modifica les dades a Wikidata |

## port de muntanya
| imatge | Nom                | Ubicat a              | instància de     | Detalls | coordenades                                                   | Protecció | Commons (més fotos) | Dades a WD                    |
| ------ | ------------------ | --------------------- | ---------------- | ------- | ------------------------------------------------------------- | --------- | ------------------- | ----------------------------- |
|        | Coll de Molló      | Cotlliure Portvendres | port de muntanya |         | 42° 30′ 11″ N, 3° 04′ 45″ E / 42.502997°N,3.079047°E 231 msnm |           |                     | Modifica les dades a Wikidata |
|        | Coll de Tallaferro | Cotlliure Portvendres | port de muntanya |         | 42° 29′ 53″ N, 3° 04′ 07″ E / 42.49795°N,3.06865°E 464.1 msnm |           |                     | Modifica les dades a Wikidata |

## Misc
| imatge | Nom                                     | Ubicat a                                                                   | instància de                          | Detalls                                         | coordenades | Protecció                                                  | Commons (més fotos)        | Dades a WD                    |
| ------ | --------------------------------------- | -------------------------------------------------------------------------- | ------------------------------------- | ----------------------------------------------- | --- | ---------------------------------------------------------- | -------------------------- | ----------------------------- |
|        | Ansa de Polilles                        | Portvendres                                                                | platja cala                           | Llarg: 200m Ample: 50m                          | 42° 30′ 07″ N, 3° 07′ 30″ E / 42.50185°N,3.12488°E 42° 30′ 08″ N, 3° 07′ 29″ E / 42.502109°N,3.124708°E Polilles |                                                            |                            | Modifica les dades a Wikidata |
|        | Cosprons                                | Pirineus Orientals Portvendres                                             | vilatge                               |                                                 | 42° 29′ 49″ N, 3° 06′ 24″ E / 42.496944444444°N,3.1066666666667°E 48.4 msnm                                      |                                                            | Cosprons                   | Modifica les dades a Wikidata |
|        | Costa Vermella                          | Argelers Banyuls de la Marenda Cotlliure Portvendres Cervera de la Marenda | zona litoral                          | Anomenat per: vermeil                           | 42° 30′ 00″ N, 3° 08′ 00″ E / 42.5°N,3.13333333°E                                                                |                                                            | Côte Vermeille             | Modifica les dades a Wikidata |
|        | Fortí de ''Mailly''                     | Portvendres                                                                | reducte                               |                                                 | 42° 31′ 12″ N, 3° 07′ 06″ E / 42.52°N,3.1183°E 18.5 msnm                                                         | monument històric inventariat                              | Fort de Mailly             | Modifica les dades a Wikidata |
|        | Fortí de Biarra                         | Portvendres                                                                | fortificació                          | Arquitecte: Sébastien Le Prestre de Vauban 1694 | 42° 31′ 08″ N, 3° 06′ 53″ E / 42.518845°N,3.11486°E fr:route de la Jetée 20.6 msnm                               | monument històric inventariat                              | Redoute Béar               | Modifica les dades a Wikidata |
|        | La Immaculada de Portvendres            | Portvendres                                                                | capella                               |                                                 | 42° 31′ 15″ N, 3° 06′ 29″ E / 42.520833333333°N,3.1080833333333°E 5 msnm                                         |                                                            |                            | Modifica les dades a Wikidata |
|        | Monument als morts                      | Portvendres                                                                | obra escultòrica memorial de guerra   | Creador: Aristides Maillol 1919                 | 42° 31′ 13″ N, 3° 06′ 26″ E / 42.5204°N,3.1073°E Plaça de l'Obelisc                                              | monument històric catalogat marca «Patrimoni del segle XX» | Port-Vendres War Memorial  | Modifica les dades a Wikidata |
|        | Plaça de l'Obelisc                      | Portvendres                                                                | plaça                                 |                                                 | 42° 31′ 14″ N, 3° 06′ 25″ E / 42.5206°N,3.1069°E                                                                 | monument històric catalogat monument històric inventariat  | Place de l'Obélisque       | Modifica les dades a Wikidata |
|        | Polilles                                | Portvendres                                                                | àrea protegida veïnat                 |                                                 | 42° 30′ 05″ N, 3° 07′ 21″ E / 42.50138888888889°N,3.1225°E 2.5 msnm                                              |                                                            |                            | Modifica les dades a Wikidata |
|        | Portvendres I                           | Portvendres                                                                | vaixell jaciment arqueològic          |                                                 | |                                                            |                            | Modifica les dades a Wikidata |
|        | Puig de les Elmes                       | Banyuls de la Marenda Portvendres                                          | muntanya                              |                                                 | 42° 29′ 40″ N, 3° 07′ 24″ E / 42.494322222222°N,3.1234°E 124.9 msnm                                              |                                                            |                            | Modifica les dades a Wikidata |
|        | Puig dels Gascons                       | Banyuls de la Marenda Portvendres                                          | puig                                  |                                                 | 42° 28′ 52″ N, 3° 05′ 25″ E / 42.481172°N,3.090189°E 356.9 msnm                                                  |                                                            |                            | Modifica les dades a Wikidata |
|        | Punta del ''Pytheas''                   | Portvendres                                                                | promontori                            |                                                 | 42° 31′ 18″ N, 3° 07′ 22″ E / 42.52161111111111°N,3.1228333333333333°E 0 msnm                                    |                                                            |                            | Modifica les dades a Wikidata |
|        | Semàfor de Biarra                       | Portvendres                                                                | servei de trànsit de vaixells         | 1861                                            | 42° 30′ 59″ N, 3° 07′ 59″ E / 42.516275°N,3.1331638888889°E 80.9 msnm                                            |                                                            | Sémaphore de Béar          | Modifica les dades a Wikidata |
|        | Tallaferro                              | Cotlliure Portvendres                                                      | cim                                   |                                                 | 42° 30′ 03″ N, 3° 04′ 05″ E / 42.50071°N,3.06795°E 508 msnm                                                      |                                                            |                            | Modifica les dades a Wikidata |
|        | Torre de Madaloc                        | Portvendres                                                                | torre                                 |                                                 | 42° 29′ 26″ N, 3° 04′ 29″ E / 42.4906°N,3.07475°E 640.4 msnm                                                     |                                                            | Tour Madeloc               | Modifica les dades a Wikidata |
|        | bateria de Tallaferro                   | Cotlliure Portvendres                                                      | castell                               |                                                 | 42° 30′ 01″ N, 3° 04′ 06″ E / 42.500277777778°N,3.0684166666667°E Tallaferro                                     |                                                            |                            | Modifica les dades a Wikidata |
|        | casa de la vila de Portvendres          | Portvendres                                                                | instal·lació Ús: seu del govern local |                                                 | 42° 31′ 10″ N, 3° 06′ 26″ E / 42.5195728267162°N,3.10723357442526°E fr:RUE JULES PAMS, 66660 PORT-VENDRES        |                                                            | Town hall of Port-Vendres  | Modifica les dades a Wikidata |
|        | cementiri de Port-Vendres               | Portvendres                                                                | cementiri                             |                                                 | 42° 31′ 22″ N, 3° 06′ 11″ E / 42.5228°N,3.1031°E                                                                 |                                                            |                            | Modifica les dades a Wikidata |
|        | estació de Paulilles                    | Portvendres                                                                | antiga estació de ferrocarril         |                                                 | |                                                            |                            | Modifica les dades a Wikidata |
|        | estació de Portvendres                  | Portvendres                                                                | estació de ferrocarril                |                                                 | 42° 31′ 08″ N, 3° 06′ 21″ E / 42.518888888889°N,3.1058333333333°E 23 msnm                                        |                                                            | Gare de Port-Vendres-Ville | Modifica les dades a Wikidata |
|        | estació meteorològica del cap de Biarra | Portvendres                                                                | estació meteorològica                 |                                                 | 42° 31′ 00″ N, 3° 08′ 06″ E / 42.516667°N,3.135°E Cap de Biarra 82 msnm                                          |                                                            |                            | Modifica les dades a Wikidata |
|        | obelisc de Portvendres                  | Portvendres                                                                | obelisc                               |                                                 | 42° 31′ 14″ N, 3° 06′ 25″ E / 42.5206°N,3.1069°E Plaça de l'Obelisc                                              |                                                            | Obélisque de Port-Vendres  | Modifica les dades a Wikidata |
|        | port de Portvendres                     | Portvendres                                                                | port                                  |                                                 | 42° 31′ 08″ N, 3° 06′ 21″ E / 42.5189°N,3.10583°E                                                                |                                                            | Port of Port-Vendres       | Modifica les dades a Wikidata |
|        | tomba de Jules Pams                     | Portvendres                                                                | tomba                                 | Arquitecte: Viggo Dorph-Petersen                | cementiri de Port-Vendres                                                                                        |                                                            |                            | Modifica les dades a Wikidata |
|        | viaducte del Duí                        | Portvendres                                                                | pont                                  | 1993 Hi passa: RD 914 Llarg: 256m Alt: 50m      | 42° 30′ 57″ N, 3° 04′ 19″ E / 42.5158°N,3.07204°E                                                                |                                                            |                            | Modifica les dades a Wikidata |